# Olchowiec (Basses-Carpates)
Pour les articles homonymes, voir Olchowiec.
Olchowiec est une localité polonaise de la gmina de Dukla, située dans le powiat de Krosno en voïvodie des Basses-Carpates.